# Maria Zambaco
Maria Zambaco, właśc. Marie Terpsithea Cassavetti (ur. 29 kwietnia 1843 w Londynie, zm. 14 lipca 1914 w Paryżu) – brytyjska artystka i modelka pochodzenia greckiego. Była muzą prerafaelitów.

## Wczesne życie
Maria była córką bogatego anglo-helleńskiego kupca Demetriosa Cassavettiego (zm. 1858) i jego żony Euphrosyne (1822-1896) oraz siostrzenicą konsula greckiego  Aleksandra Konstantyna Ionidesa. Maria i jej kuzynki Marie Spartali Stillman i Aglaia Coronio były znane wśród przyjaciół jako „Trzy Gracje” – boginie z mitologii greckiej. W 1858 roku po otrzymaniu spadku po ojcu była w stanie prowadzić bardziej niezależne życie.

## Życie artystyczne
Maria poświęciła się sztuce i studiowała w Slade School of Fine Art pod kierunkiem Alphonse’a Legrosa i natomiast w Paryżu pod kierunkiem Auguste’a Rodina. Pracowała jako rzeźbiarka w latach 80. XIX wieku.
Wystawiała w Royal Academy of Arts w 1887 roku i w roku 1889 podczas Arts and Crafts Exhibition Society w Londynie. Jej prace prezentowane były również w Salonie Paryskim. Muzeum Brytyjskie posiada cztery jej medale przedstawiające głowy młodych dziewcząt, które podarowała instytucji: Medal 1 1887,1207.1, Medal 2 1887,0209.1 oraz Medale 3 i 4 1887,0209,2.
Znana w kręgach prerafaelitów ze względu na ciemnorude włosy i bladą skórę, pozowała do najbardziej znaczących obrazów Edwarda Burne’a-Jonesa. Pracowała jako modelka także dla Jamesa McNeilla Whistlera i Dantego Gabriela Rossetiego.

## Życie osobiste
W 1860 odrzuciła swojego pierwszego wielbiciela, George’a du Mauriera, który nazwał ją „niegrzeczną i niedostępną, ale o wielkim talencie i naprawdę cudownej urodzie”. Zamiast tego poślubiła dr Zambaco w 1860 roku i początkowo mieszkała z nim we Francji, aż do końca małżeństwa. W 1866 roku wróciła razem z dwójką dzieci, synem i córką, do swojej matki w Londynie, by kontynuować karierę rzeźbiarki.
Edward Burne-Jones poznał ją w 1866 roku, kiedy jej matka zleciła mu namalowanie Kupidyna i Psyche. Pomiędzy artystą i modelką wywiązał się romans, który trwał przynajmniej do stycznia 1869 roku. Byli kochankowie pozostali w kontakcie po zakończeniu romansu. Georgiana Burne-Jones, żona malarza, nie wspomina  o tej sprawie w The Memorials of Edward Burne-Jones, ale lata 1868–1871 opisuje wersem z wiersza Johna Keatsa: „Serce, ty i ja tutaj, smutni i samotni”. W 1869 Edward Burne-Jones próbował zostawić dla Marii Zambaco żonę, co wywołało wielki skandal. Maria nakłaniała go, by wraz z nią popełnił samobójstwo przez przedawkowanie laudanum nad kanałem w Małej Wenecji (części londyńskiej dzielnicy Maida Vale), podczas zajścia interweniowała policja.
Po ich zerwaniu Maria nadal pojawiała się na obrazach Burne-Jonesa jako czarodziejka lub kusicielka, jak na przykład w Oczarowaniu Merlina (1872-1877) oraz kontrowersyjnym dziele Fyllis i Demofoon (1870).
Zmarła w Paryżu w 1914 roku, a jej ciało pochowano w rodzinnym sarkofagu w greckiej części cmentarza West Norwood w Londynie, gdzie jest odnotowana pod swoim panieńskim nazwiskiem.